# Leverhulmemedaljen
Leverhulmemedaljen, medalj som delas ut av Royal Society var tredje år sedan 1960. Medaljen tillkom på initiativ av Leverhulme Trust Fund och delas ut för enastående bidrag inom teoretisk kemi, tillämpad kemi eller ingenjörsvetenskap.

## Pristagare
- 1960 - Cyril Hinshelwood
- 1963 - Archer Martin
- 1966 - Alec Issigonis
- 1969 - Hans Kronberger
- 1972 - John Adams
- 1975 - Francis Rose
- 1978 - Frederick Warner
- 1981 - Stanley Hooker
- 1984 - John Davidson
- 1987 - George William Gray
- 1990 - Raymond Freeman
- 1993 - John Rowlinson
- 1996 - Man Sharma
- 1999 - Jack Baldwin
- 2002 - Nicholas Handy
- 2005 - John Knott
- 2008 - Anthony Cheetham
- 2010 - Martyn Poliakoff
- 2013 - Konstantin Novoselov